# Cầu Bùi Hữu Nghĩa

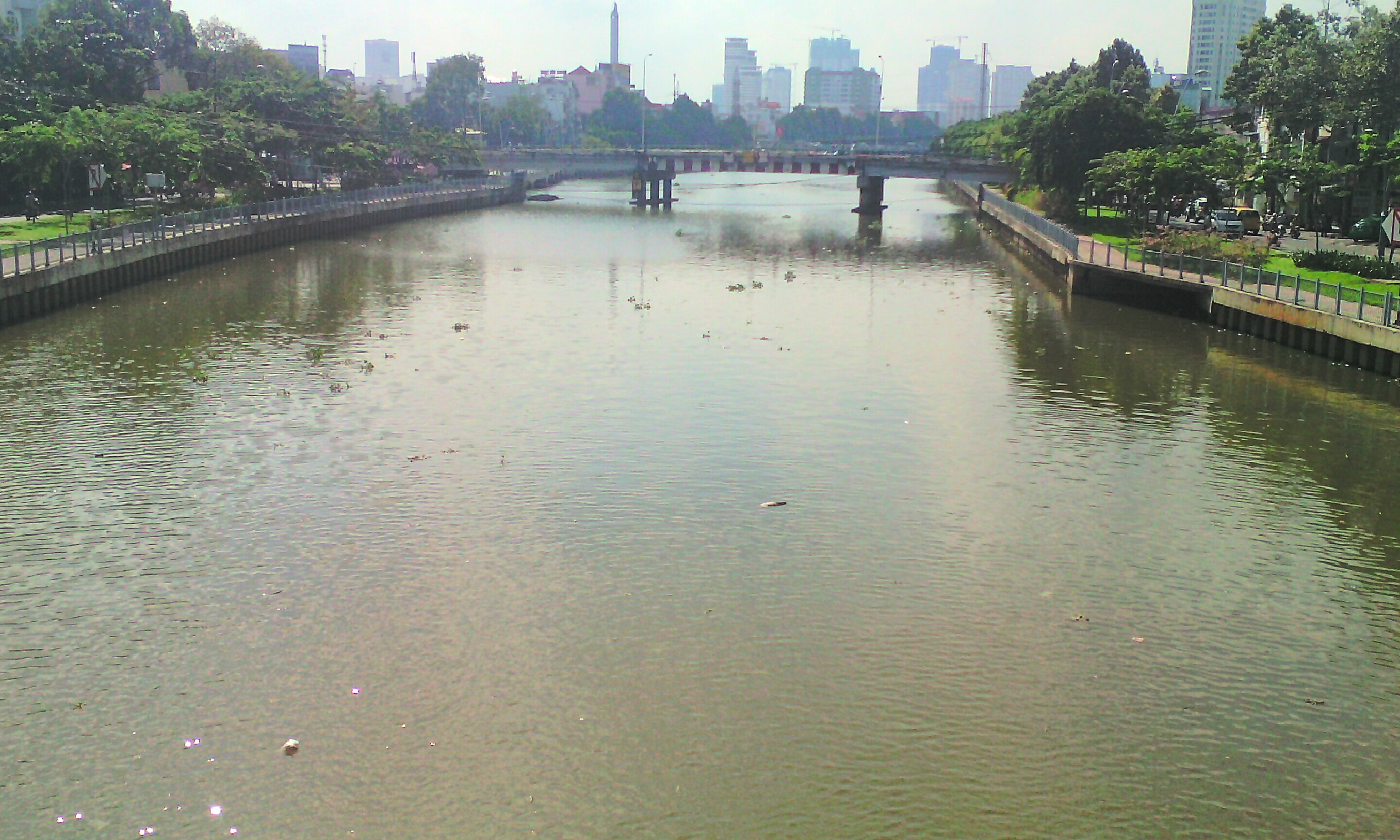
Cầu Bùi Hữu Nghĩa nhìn từ cầu Bông

Cầu Bùi Hữu Nghĩa là một cây cầu bắc qua kênh Nhiêu Lộc – Thị Nghè tại Thành phố Hồ Chí Minh, nối đường Nguyễn Văn Giai thuộc Quận 1 với đường Bùi Hữu Nghĩa thuộc quận Bình Thạnh.
Nguyên xưa đây là cầu sắt Đa Kao thuộc tuyến Tàu Điện Sài Gòn và Đường sắt Sài Gòn - Lộc Ninh được xây dựng từ thời Pháp thuộc. Đến năm 1994, thành phố cho tháo dỡ cầu sắt cũ để xây cầu mới bằng bê tông cốt thép. Công trình được hoàn thành và đưa vào sử dụng từ năm 1997.

Cầu sắt Dakao cũ (đã bị tháo dỡ)